# Corneille Heymans
Corneille Jean François Heymans (Gent, 28 de março de 1892 — Knokke-Heist, 18 de julho de 1968) foi um fisiologista belga.
Foi agraciado com o Nobel de Fisiologia ou Medicina de 1938, por descobrir o efeito das estruturas dos sinus e da aorta sobre a respiração. Recebeu o Prémio Alvarenga, de Piauhy de 1926-1927 e a Medalha de Ouro Pio XI de 1939.

## Pesquisa
Heymans recebeu o Prêmio Nobel de Fisiologia ou Medicina em 1938 por mostrar como a pressão arterial e o conteúdo de oxigênio do sangue são medidos no corpo e transmitidos ao cérebro através dos nervos e não pelo próprio sangue.
Heymans conseguiu isso por meio da vivissecção de dois cães, a cabeça de um deles conectada ao corpo apenas pelos nervos, e o corpo do segundo foi usado para perfundir (fornecer sangue) à cabeça do primeiro cão. Heymans descobriu que o tráfego do arco reflexo cardiovascular ascendente e descendente do primeiro cão era conduzido por seus próprios nervos, mas os agentes introduzidos no sangue do segundo cão, que servia ao cérebro do primeiro cão, não surtiram efeito. Ele usou um experimento semelhante para demonstrar o papel dos quimiorreceptores periféricos na regulação respiratória, pelo qual recebeu o Prêmio Nobel.
Ele foi o Editor-chefe da Archives Internationales de Pharmacodynamie et de Thérapie por muitos anos. Seus membros incluíam a Pontifícia Academia de Ciências, a Académie des Sciences e a Royal Society of Arts.

O grupo de fisiofarmacologistas que trabalhava para Heymans na Universidade de Gante estava procurando a base anatômica do reflexo respiratório no seio carotídeo . Foi necessário que o neuro - histologista espanhol Fernando de Castro Rodríguez (1898-1967) descrevesse em detalhes a inervação da região aorta-carotídea, circunscrevendo a presença de barorreceptores ao seio carotídeo, mas de quimiorreceptores ao corpo carotídeo, ao belga grupo para mover seu foco da primeira para a segunda estrutura muito pequena para demonstrar fisiologicamente a natureza e função dos primeiros quimiorreceptores do sangue. A contribuição do jovem De Castro, talvez o último discípulo direto de Santiago Ramón y Cajal (1852–1934). 